# آکو روشی (مجموعه تلویزیونی ۱۹۷۹)
آکو روشی (به ژاپنی: 赤穂浪士 Akō Rōshi)، یک سریال تلویزیونی جیدای‌گکی یا درام تاریخی ژاپنی است که در سال ۱۹۷۹ پخش شد. این فیلم بر اساس رمان جیرو اوساراگی با همین نام ساخته شده‌است. این فیلم داستان‌های چهل و هفت رونین را از دیدگاه هوتا هایاتو به تصویر می‌کشد.